# Kruidnoot
Kruidnoten of kruidennoten zijn krokante halfronde brosse koekjes met speculaaskruiden die vaak worden gegeten voor en tijdens het sinterklaasfeest.
In de volksmond worden kruidnoten vaak pepernoten genoemd, en het woord pepernoot kon in 1931 al als synoniem van kruidnoot in woordenboeken worden gevonden. Veel bakkers maken wel duidelijk onderscheid tussen kruidnoten en pepernoten. "Echte" pepernoten zijn onregelmatig gevormd en worden gemaakt van dezelfde ingrediënten als taaitaai zoals roggebloem en anijs.

## Beschrijving

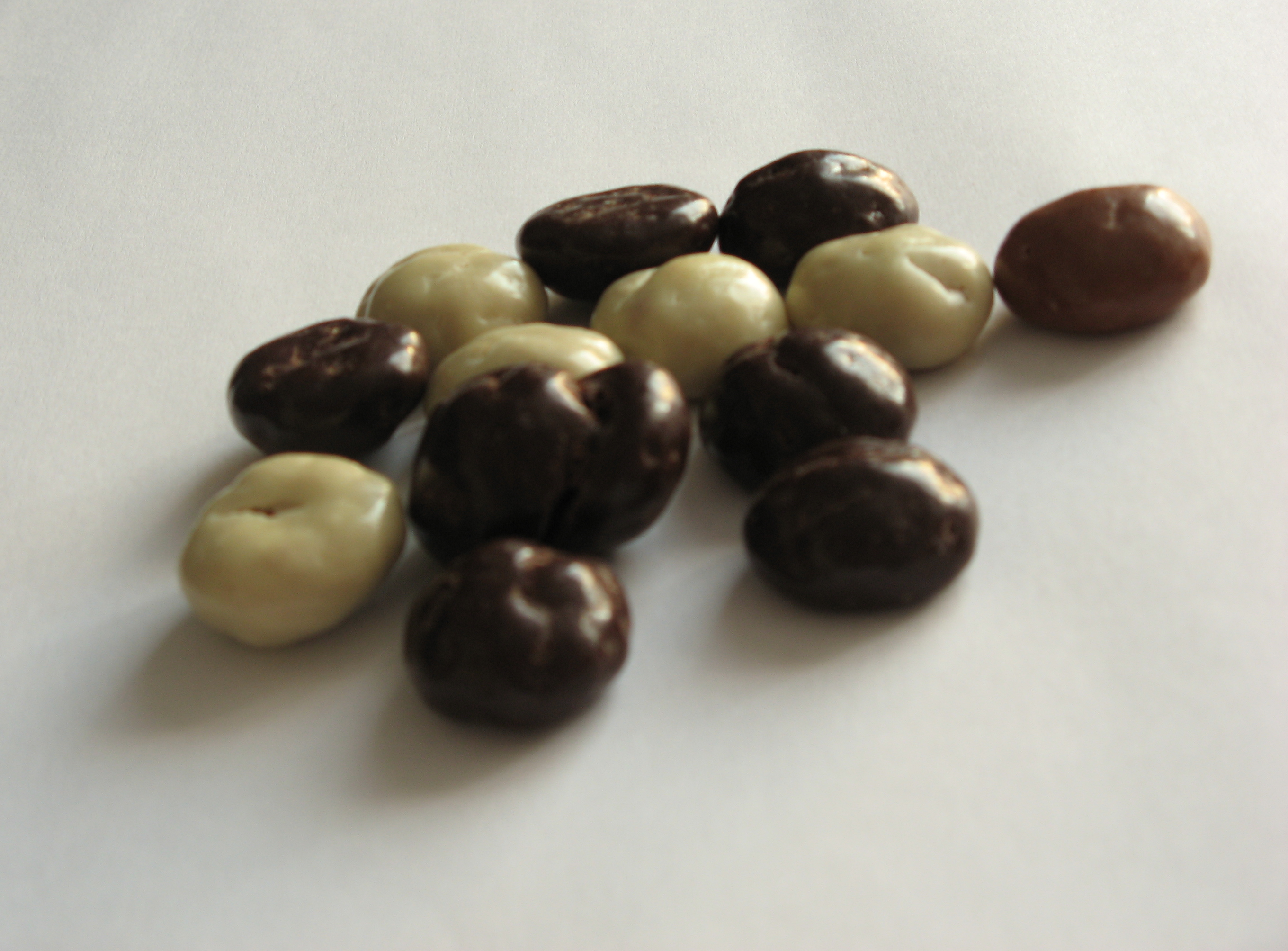
Chocoladekruidnoten

Kruidnoten worden gebakken van deeg bestaande uit suiker en tarwebloem, waar speculaaskruiden in verwerkt zijn. In niet-ambachtelijk bereide kruidnoten wordt verder ook glucose-fructosestroop, de emulgator sojalecithine en natriumbicarbonaat toegevoegd.

## Gebruik
Kruidnoten maken onderdeel uit van strooigoed waartoe ook schuimpjes, pepernoten en ander klein snoepgoed behoren. Dit wordt op scholen en elders gestrooid of uitgedeeld als Sinterklaas er met zijn pieten verschijnt. 

## Varianten
Sinds het begin van de 21ste eeuw zijn er 'luxe'-varianten van kruidnoten in de handel. Deze varianten hebben soms een omhulsel van bijvoorbeeld chocolade of suiker en kunnen zijn voorzien van andere toegevoegde smaken zoals yoghurt of gember.